# Dimostrazioni georgiane del 2007

Nel 2007, serie di proteste anti-governative ebbero luogo in Georgia. Le dimostrazioni iniziarono il 2 novembre 2007, quando 50.000–100.000 si radunarono a Tbilisi, la capitale della Georgia. Le persone protestarono contro quello che consideravano il governo corrotto del presidente Mikheil Saakashvili. Le proteste furono innescate dalla detenzione del politico georgiano Irakli Okruashvili per le accuse di: estorsione, riciclaggio di denaro e abuso d'ufficio durante il suo mandato come ministro della difesa del Paese. dove il nazionale organizzò una coalizione ad-hoc di dieci partiti all'opposizione e finanziati dal magnate dei media Badri Patarkatsishvili. Si verificarono dimostrazioni sia nei mesi di settembre che di novembre 2007 e furono inizialmente pacifiche. Le proteste precipitarono 6 novembre 2007, ma divennero violente il giorno seguente quando la polizia, utilizzò tattiche, inclusi gas lacrimogeni e cannoni ad acqua, sbloccando il Viale Rustaveli, il viale principale di Tbilisi e sgomberando i manifestanti dal territorio adiacente alla sede del Parlamento ed impedendo ai dimostranti di riprendere le proteste. Il governo accusò i servizi segreti russi di essere coinvolti in un tentativo di colpo di stato e successivamente dichiararono alla nazione lo stato di emergenza che durò fino alla fine del 16 novembre 2007.

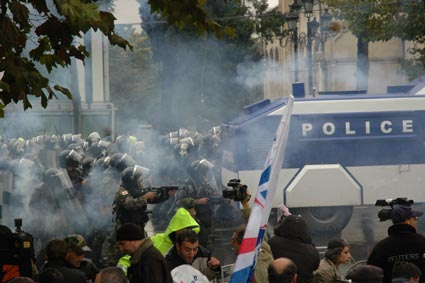
I manifestanti con la polizia in tenuta antisommossa il 7 novembre 2007.

## Reazioni internazionali
– Gli Stati Uniti accolsero con favore la decisione governo di anticipare le elezioni presidenziali, esortando di porre fine allo stato di emergenza ed il ripristino di tutte le trasmissioni media.
Il 13 novembre 2007, Matthew Bryza, Il vice assistente del Segretario di Stato per gli Affari Europei degli Stati Uniti, inviato nel Caucaso, dichiarò ai giornalisti che sarebbe stato sorpreso se ci fosse stata una reale minaccia Russia per destabilizzare la Georgia.
 – Il Ministro degli esteri russo rigettò le accuse di Saakashvili di sostegno alla manifestazione d'opposizione definendola come una "irresponsabile provocazione" designata dalle autorità georgiane per distrarre l'attenzione dai problemi interni e gettare la colpa su un capro espiatorio straniero. Successivamente rilascio una dichiarazione fortemente critica sul governo georgiano per l'illegalità della polizia, gli arresti degli oppositori e leader degli attivisti per i diritti umani, il divieto di attività dei media indipendenti e le aggressioni ai giornalisti stranieri.
 – Il Ministro degli esteri Carl Bildt disse che il 7 novembre fu un "giorno molto nero per la Georgia", ma ha elogiato la decisione di tenere elezioni presidenziali anticipate, aggiungendo che tutte le parti, ora, devono "ritornare alla via democratica". "Questa è, inoltre, una strada per affrontare la semplicistica propaganda che è correntemente blasonata all'estero dal grande vicino del nord (Russia)" /.../ "e per assicurare la stabilità a lungo-termine del paese." Carl Bildt che ha incontrato il presidente Saakashvili a Tbilisi il 2 novembre, ha più volte affermato: "Il supporto e l'aiuto delle giovani democrazie (in Europa orientale) /.../ è qualcosa che noi (Europa) dobbiamo fare."
c
 – L'Alto Commissario per i Diritti Umani Louise Arbour rimproverò la Georgia per l' "uso sproporzionato della forza" contro i manifestanti e disse bisogna difendere i diritti fondamentali anche nello stato di emergenza. In una dichiarazione, ha inoltre espresso, il suo sostegno per il difensore d'ufficio in Georgia, o difensore civico dei diritti umani, e ha espresso preoccupazione per il silenzio imposto alle emittenti televisive indipendenti nell'ex repubblica sovietica.
NATO – Il Segretario generale Jaap de Hoop Scheffer in una dichiarazione dell'8 novembre 2007 disse che "L’imposizione dello stato di emergenza e la chiusura dei media in Georgia, un partner con cui l’Alleanza ha un dialogo intensificato, sono motivo di particolare preoccupazione e non sono in linea con i valori euro-atlantici."
 – L'Alto rappresentante per la politica estera, Javier Solana, ha sollecitato moderazione da entrambe le parti, affermando che "le differenze politiche dovrebbero essere risolte all'interno delle istituzioni democratiche".
Human Rights Watch – Il 20 dicembre 2007, Human Rights Watch ha pubblicato un rapporto di 102 pagine, intitolato Crossing the Line: Georgia's Violent Dispersal of Protestors and Raid on Imedi Television, criticando quello che considerava "l'uso eccessivo della forza" da parte del governo sui manifestanti, il raid della polizia su Imedi.